# Auditorio Juan Victoria
El Auditorio Juan Victoria y su complejo cultural ocupan una extensión superior a los 25.000 m², cuya superficie cubierta es de 6.880 m². El presupuesto para su construcción provino del Estado nacional cuya ley fue sancionada en 1959, la licitación fue en 1962 y se inauguró en 1970, siendo una obra única por sus características en Argentina. Alberga a la Escuela Superior de Música, constituida por 18 aulas tratadas acústicamente en paredes, techos y pisos, que las hace aptas para ejecutar música simultáneamente, en ambientes contiguos, sin interferencia alguna. El Auditorio posee un órgano de tubos de la firma alemana Walcker, que por cantidad de registros es el órgano más grande instalado fuera de la provincia de Buenos Aires y la ciudad de Buenos Aires, además fue el primer órgano instalado fuera de un templo.

## Historia
Luego del terremoto de San Juan de 1944 que destruyó la mayor parte de la ciudad, se conformó el Consejo Nacional de Construcciones Antisísmicas y de Reconstrucción de San Juan siendo precedida por Juan Victoria, quién militaba en la Unión Cívica Radical Intransigente y al ser ingeniero en petróleo, tenía estrechos vínculos con el presidente Arturo Frondizi. El ente tenía como objetivo reconstruir la ciudad, pero no contemplaba la construcción de edificaciones culturales, por ello Victoria le solicitó al presidente Frondizi un presupuesto extra para el auditorio. El presidente agregó también al presupuesto un monto de 28 millones de pesos para comprar el órgano del auditorio, y más de 500 millones de pesos para el Auditorio y la Escuela Superior de Música. Existió controversia por los gastos del auditorio en si, ya que muchas personas aún vivían en casillas de madera, pese a las críticas de la oposición liderada por la Unión Cívica Radical del Pueblo, el proyecto se concretó. La ley que estipulaba el presupuesto y ordenaba su construcción fue sancionada con éxito en 1959, mientras que el llamado a licitación fue en 1962, y el auditorio se finalizó recién en 1970. El proyecto del Auditorio y de la Escuela Superior de Música fue planificado y realizado por Federico Malvárez y Mario Para Baldi, además fue supervisado por Carmen Renard. Los responsables realizar los trámites y gestiones pertinentes para construir tanto el Auditorio como su órgano fueron Hilario Sánchez y el músico y organista Julio Perceval. El mismo Perceval indicó las características aconsejables para un órgano con una sala de estas características.

## Instalaciones
El auditorio cuenta con:
Sala de conciertos: ésta posee un órgano y presenta características acústicas de gran importancia. Fue creada especialmente para la difusión de la música y su forma rectangular y las proporciones de su espacio crean una caja de resonancia perfecta.
Cuenta con una capacidad de 976 butacas distribuidas en declive y diseñadas para permitir apreciar los espectáculos con la misma calidad sonora desde cualquier sector. Todos los aspectos constructivos y revestimientos de la sala han sido cuidadosamente pensados y diseñados para lograr una excelente absorción de la energía que incide directamente sobre el piso, impidiendo la dispersión sonora en la sala, aun cuando ésta esté vacía.
En la parte inferior de la sala se encuentra el escenario que, por sus dimensiones, permite la actuación de una orquesta sinfónica y un gran coro simultáneamente. En dos niveles y detrás del escenario, se encuentran ubicados 14 camarines, depósitos y la sala de máquinas del órgano.
La calidad acústica de la sala de conciertos, en el área de audiencia, es excelente. El techo está conformado por casetones en madera que aportan reflexiones sonoras distribuidas homogéneamente, dando una excelente definición a los sonidos recibidos en la audiencia. Las paredes laterales presentan inclinaciones por tramos con ejes verticales y sus superficies presentan relieves rectangulares. Las reflexiones sonoras en estas paredes laterales aportan una buena sensación sonora del ancho del escenario y de envolvimiento. La reverberación es adecuada para el volumen de la sala. Debido a la gran cantidad de terminaciones en madera, el tiempo de reverberación en frecuencias bajas es similar al de frecuencias medias lo cual es aceptable aunque algunas personas prefieren reverberaciones un poco más largas en bajas frecuencias.

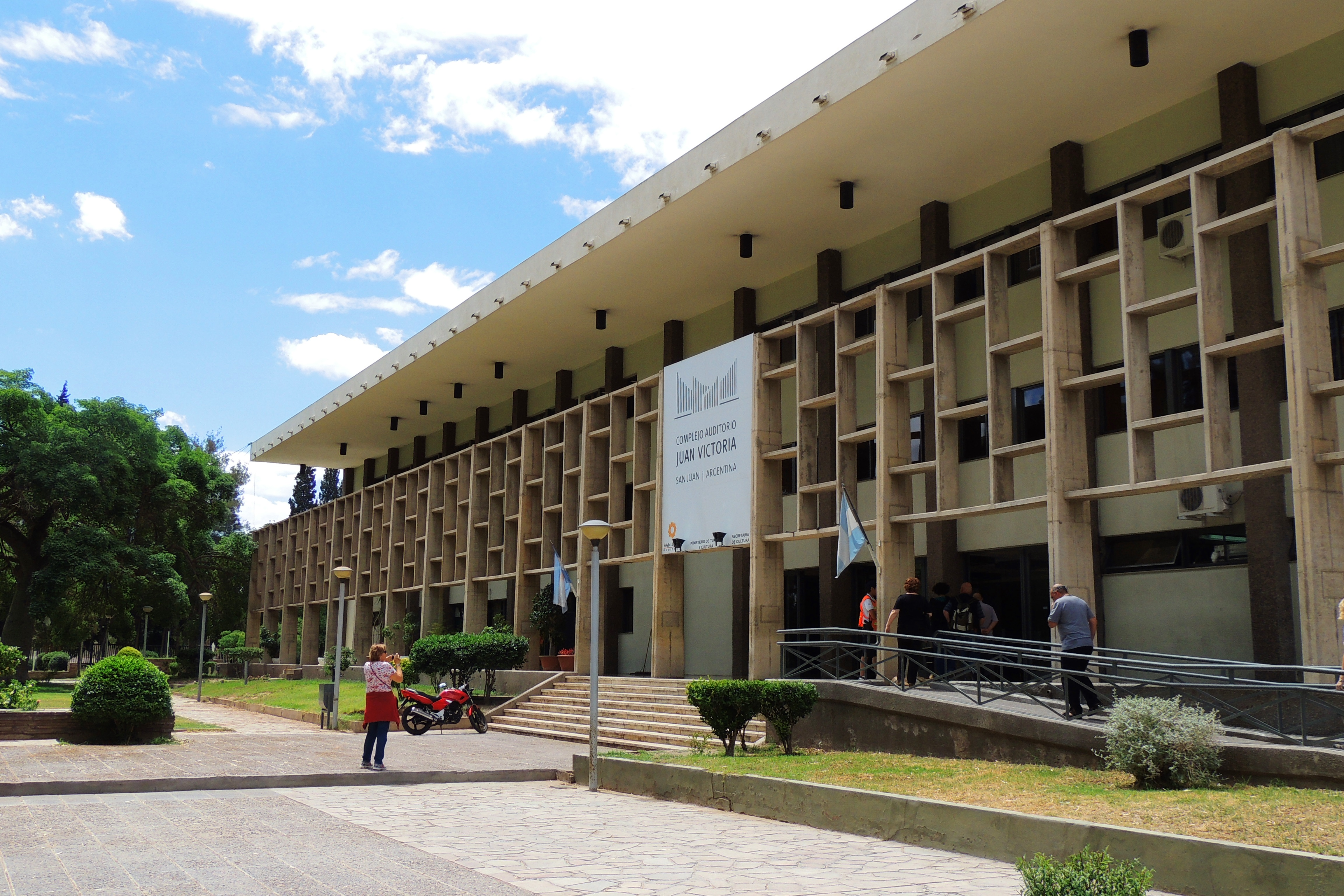
Entrada principal del auditorio.

Órgano del Auditorio Juan Victoria: adquirido en 1967 a la firma Walcker Orgelbau en Ludwigsburg, Alemania, cuenta con 44 registros, tres manuales y una pedalera de dos octavas y media, y 3565 tubos. Fue concebido para la práctica de ejecutantes avanzados y concertistas. La exquisita gama tonal es producida por tubos de madera que dan los sonidos graves y los más brillantes por los de cobre. Los tubos metálicos, excepto los de cobre, han sido construidos con aleación de estaño y plomo a fin de obtener el sonido brillante que distingue los órganos de concierto de los litúrgicos. Los tubos que producen los sonidos más graves son de madera en multiláminas compensadas. Es por cantidad de registros el órgano más grande instalado fuera de la provincia de Buenos Aires y la ciudad de Buenos Aires, además fue el primer órgano instalado fuera de un templo.
Foyers: a lo largo de la sala de conciertos, se extienden de norte a sur, dos espacios foyers que se utilizan como salas para exhibir obras plásticas, fotográficas y exposiciones de gran envergadura, como así también para conferencias o eventos especiales. Tienen una programación anual dedicada fundamentalmente a la exhibición de las artes plásticas locales, nacionales e internacionales.
Anfiteatro: emplazado en la zona de los jardines del edificio y rodeado de una frondosa arboleda. Es un foso de más de 3.000 m³ con una superficie edificada de 512 m². Erigido sobre una estructura de hormigón y embellecido por senderos entre gradas realizados con laja, el Anfiteatro termina en un amplio escenario enmarcado por dos muros revestidos en travertino que franquean el ingreso a los camarines. De notable belleza por la simetría de sus proporciones, el anfiteatro presenta una gradería de algarrobo que posibilita el acceso a 850 personas sentadas.

## Localización
El Auditorio Juan Victoria se localiza al noroeste del centro de la ciudad de San Juan, a 2,5 km, en cercanía al Parque de Mayo y el Estadio Aldo Cantoni, sobre la calle 25 de Mayo al 1215 (oeste).
LLegan al auditorio líneas de colectivos como la: 12, 38 y 42

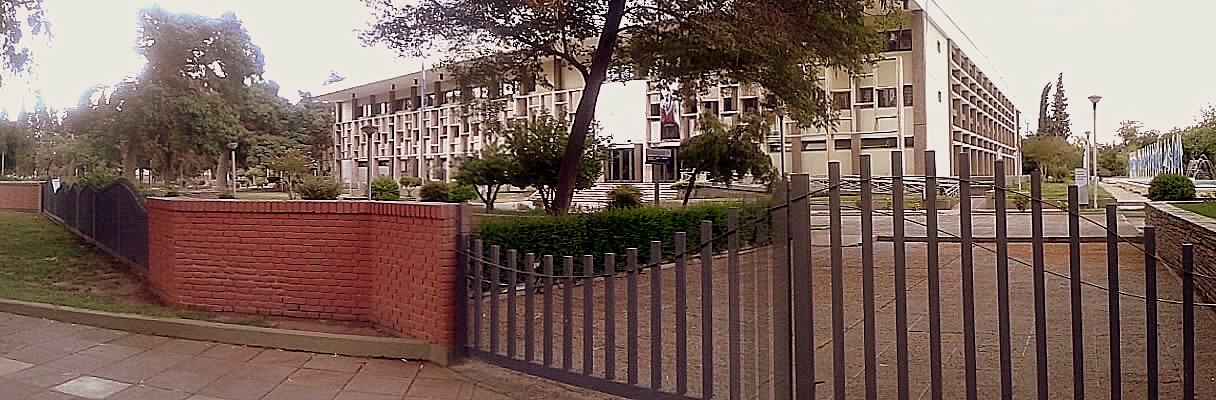
Vista panorámica del auditorio.